# Algirdas Butkevičius
Algirdas Butkevičius (19 tháng 11 năm 1958) là thủ tướng Chính phủ Litva từ tháng 12 năm 2012. Ông đảm nhiệm chức vụ bộ trưởng Bộ Tài chính từ năm 2004 đến năm 2005. Từ năm 2006 đến năm 2008, ông là bộ trưởng Bộ Giao thông vận tải và lãnh đạo Đảng Dân chủ Xã hội Litva từ năm 2009.